# Dag en nacht
Dag en nacht is het zesde studioalbum van Ramses Shaffy en werd in 1978 uitgebracht. Het bevat de hit Laat me.

## Tracklist
1. Ramsebams - 1:54
2. Laat me - 5:05
3. Kinderen - 2:30
4. Liedewij  - 3:57
5. Marie en Margot - 2:55
6. Dag en nacht - 6:53
7. Espresso - 5:02
8. Mathilde  - 4:17
9. Zo triest - 3:27
10. Ik drink - 4:27
11. Laten we samen zijn vannacht  - 3:28
12. Ramsebams - 1:23